# Ilan Larmet
Ilan Larmet, né le 9 juin 2001 à Vannes, est un coureur cycliste français. Il est membre du Véloce Club Rouen 76.

## Biographie
Ilan Larmet commence le cyclisme à l'âge de onze ans par le VTT. Il porte successivement les couleurs de l'ASPTT Vannes, de l'EC Quéven puis de l'équipe junior du VC Pays de Loudéac,. Durant cette période, il est sacré champion de Bretagne chez les cadets. Il devient par ailleurs champion départemental des Côtes-d'Armor en 2017. Sur route, il finit vingtième du Tour du Valromey en 2019. 
Pour ses débuts espoirs, il rejoint la Team La Crêpe de Brocéliande-Bodemer Auto, un club de niveau régional. Sous ses nouvelles couleurs, il s'impose notamment à deux reprises en première catégorie. Il intègre ensuite l'effectif élite du VC Pays de Loudéac. Avec cette formation, il remporte l'édition 2022 du Circuit du Mené, réservé aux espoirs. Il finit par ailleurs troisième du Tour de Moselle. 
En 2023, il change de nouveau de maillot en rejoignant l'équipe Dinan Sport Cycling. Bon puncheur, il se distingue en étant l'un des meilleurs amateurs français, avec neuf victoires et de multiples places d'honneur. Il remporte notamment une étape ainsi que le classement général du Tour de la Manche, ou encore la Ronde du Pays basque, disputée sur un parcours escarpé. À partir du mois d'août, il devient stagiaire au sein de la structure World Tour Cofidis. Il n'est toutefois pas recruté à l'issue de son stage. 
Faute d'avoir pu décrocher un contrat professionnel, Larmet poursuit la compétition au niveau amateur en 2024. Toujours performant, il obtient huit victoires et de nombreux tops dix. Il gagne notamment le championnat de Bretagne chez les élites, mais aussi les Boucles Guégonnaises. La même année, il termine deuxième de La Gainsbarre, qui figure au programme de la Coupe de France N1. Il effectue par ailleurs un nouveau stage chez Cofidis. Son second passage dans la formation nordiste est cependant peu concluant. 
Non-retenu par Cofidis, il fait le choix de rejoindre le VC Rouen 76 en 2025. Son début de saison est perturbé par une blessure à un genou. Il retrouve néanmoins de bonnes sensations au printemps avec un succès sur l'épreuve Redon-Redon, au terme d'un sprint en côte. Quelques plus tard, il remporte la première étape du Tour de Bretagne, grâce à une échappée. Il s'agit de sa première victoire acquise sur une course inscrite au calendrier de l'UCI.

## Palmarès sur route

### Par année
- 2021
  - Grand Prix de Couëron
  - Grand Prix de Belle-Île-en-Mer
  - 2e du Circuit de l'Armel
- 2022
  - Circuit du Mené :
    - Classement général
    - 2e étape

  - Grand Prix de Crac'h
  - 2e du Grand Prix de Mauron
  - 3e du Tour de Moselle
- 2023
  - Ronde du Pays basque
  - Souvenir Louison-Bobet
  - Route des Mégalithes
  - Ronde du Porhoët
  - Tour de la Manche :
    - Classement général
    - 3e étape

  - 1re étape de l'Essor Breton
  - 4e étape de la Route Vendéenne
  - Grand Prix de Lanester
  - 2e du Grand Prix Gilbert-Bousquet
  - 2e du Grand Prix de Vannes
- 2024
  -  Champion de Bretagne sur route
  - Boucles de l'Essor
  - Boucles Guégonnaises
  - 1re étape du Tour de la Manche
  - La SportBreizh
  - Jard-Les Herbiers
  - Tour de Rhuys
  - Tour de Belle-Île-en-Mer
  - 2e de La Gainsbarre
  - 2e de Manche-Océan
  - 3e de Redon-Redon
  - 3e de la Ronde du Porhoët
- 2025
  - Redon-Redon
  - 1re étape du Tour de Bretagne

### Classements mondiaux
| Année                                 | 2023  | 2024  |
| ------------------------------------- | ----- | ----- |
| Classement mondial                    | 2630e | 3101e |
| UCI Europe Tour                       | 1496e | 1598e |
|                                       |       |       |
| Légende : nc = non classéSource : UCI |       |       |